# Rusia Mică
Malaia Russia, Rusia Mică ori Malorusia (în limbile rusă: Малая Россия ori Малая Русь; ucraineană: Мала Русь), a fost numele dat unei părți a teritoriului Ucrainei zilelor noastre până la sfârșitul secolului al XIX-lea. Denumiri derivate din numele regiunii precum „maloruși (ă)” (rusă: малоросский) erau aplicate populației, limbii și culturii locuitorilor regiunii. După dezintegrarea Imperiului Rus, odată cu unirea tuturor teritoriilor locuite de ucraineni într-o singură unitate administrativă, denumirea „Malaia Rossia” a ieșit din uz, fiind folosită doar într-un sens peiorativ, pentru denumirea acelor ucraineni care și-au pierdut conștiința națională. Termenul mai este folosit de monarhiștii și naționaliștii ruși, care consideră că Ucraina și ucrainenii sunt parte integrantă a Rusiei și a poporului rus. 
Dat fiind  faptul că Ucraina și poporul ei au trecut printr-un lung proces de edificare a națiunii, numele de „Rusia Mică” nu poate fi considerat, nici măcar în contex istoric, un echivalent al Ucrainei. Malaia Rossia, Rusia Mică ori Malorusia au devenit niște denumiri învechite, iar folosirea lor în zilele noastre este considerată ofensatoare de către ucraineni, deoarece este folosit pentru a nega existența unei identități naționale separate.

## Etimologie
Numele rusesc „Rusia Mică” este o adaptare a unui termen grecesc folosit în Evul Mediu. Bizantinii foloseau pentru denumirea teritoriilor locuite de slavii estici termenii  Μακρά Ρωσία (Makra Rosia - Rusia Mare) șI Μικρά Ρωσία (Mikra Rosia -  Rusia Mică), respectiv. Termenul „mic” este folosit, în acest caz, cu același sens folosit pentru Asia Minor ori Malopolska (Polonia Mică), adică „apropiat”. În conceputul geopolitic elen, prin „mic” se înțelege centrul teritoriului, iar prin „mare” sunt denumite teritoriile colonizate mai târziu. Rusia Kieveană a fost primul stat puternic din Europa Răsăriteană, cel care poate fi considerat leagănul statelor naționale de mai târziu Ucraina, Belarus și Rusia. De vreme ce capitala Rusiei Kievene a fost Kievul, teritoriile înconjurătoare au primit numele de „Rusia Mică”. Termenul „Malorusia” a fost introdus, în Rusia, prin secolul al XVII-lea.

## Folosirea de-a lungul timpului

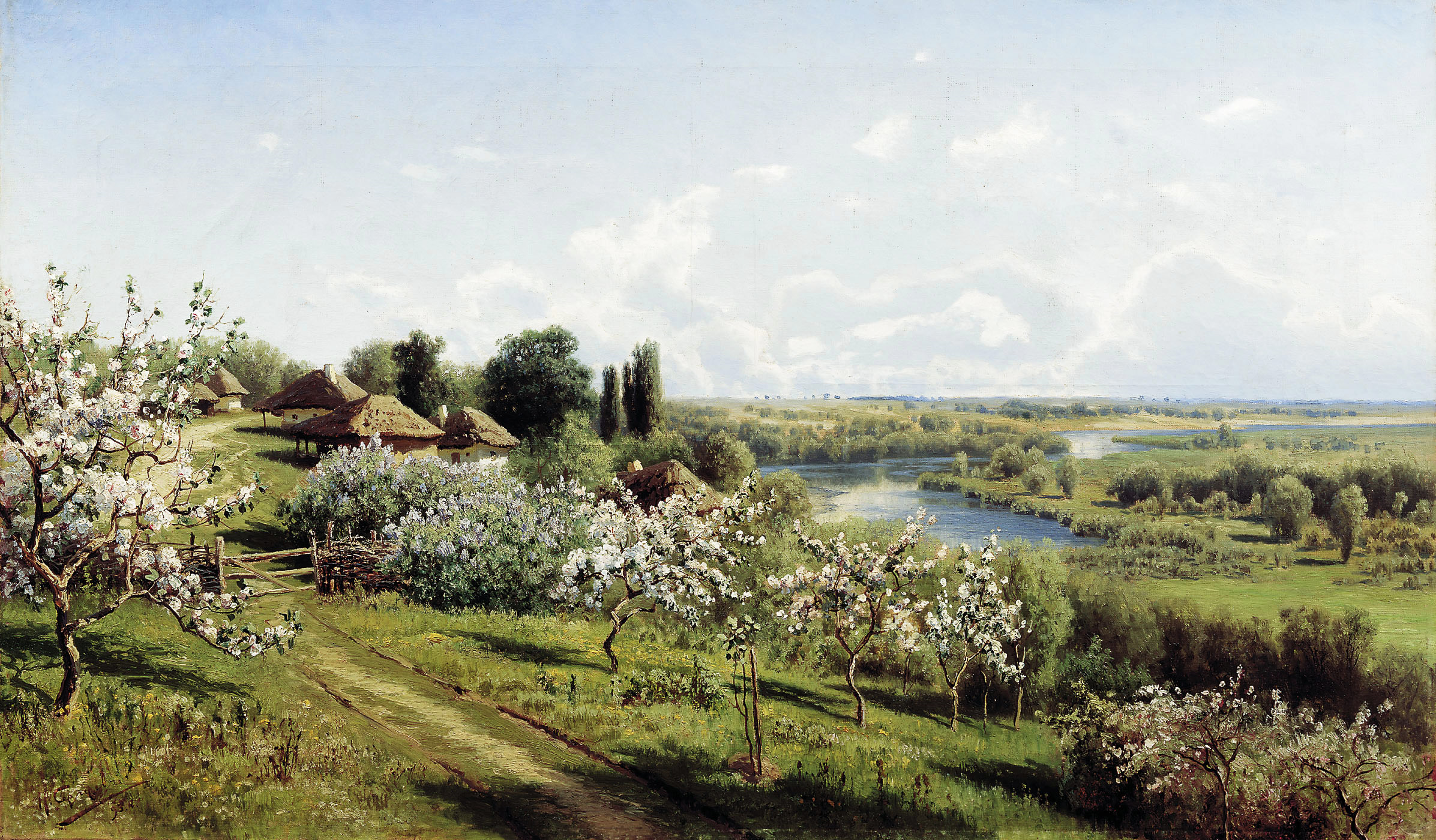
„Meri în floare. În Malorusia”, tablou de Nikolai Alexandrovici Sergheev, 1895

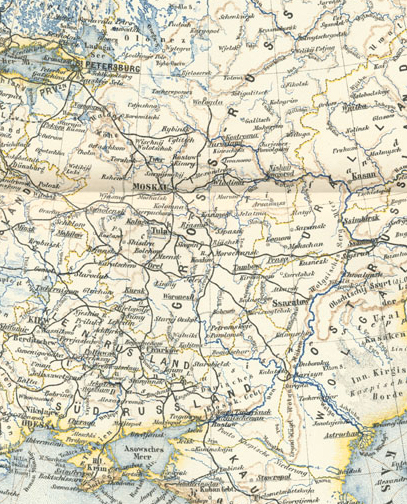
„Europäisches Russland”, hartă germană publicată în 1895, în care sunt menţionaţi termenii Klein-Russland şi Gross-Russland, „Rusia Mică” şi „Rusia Mare”

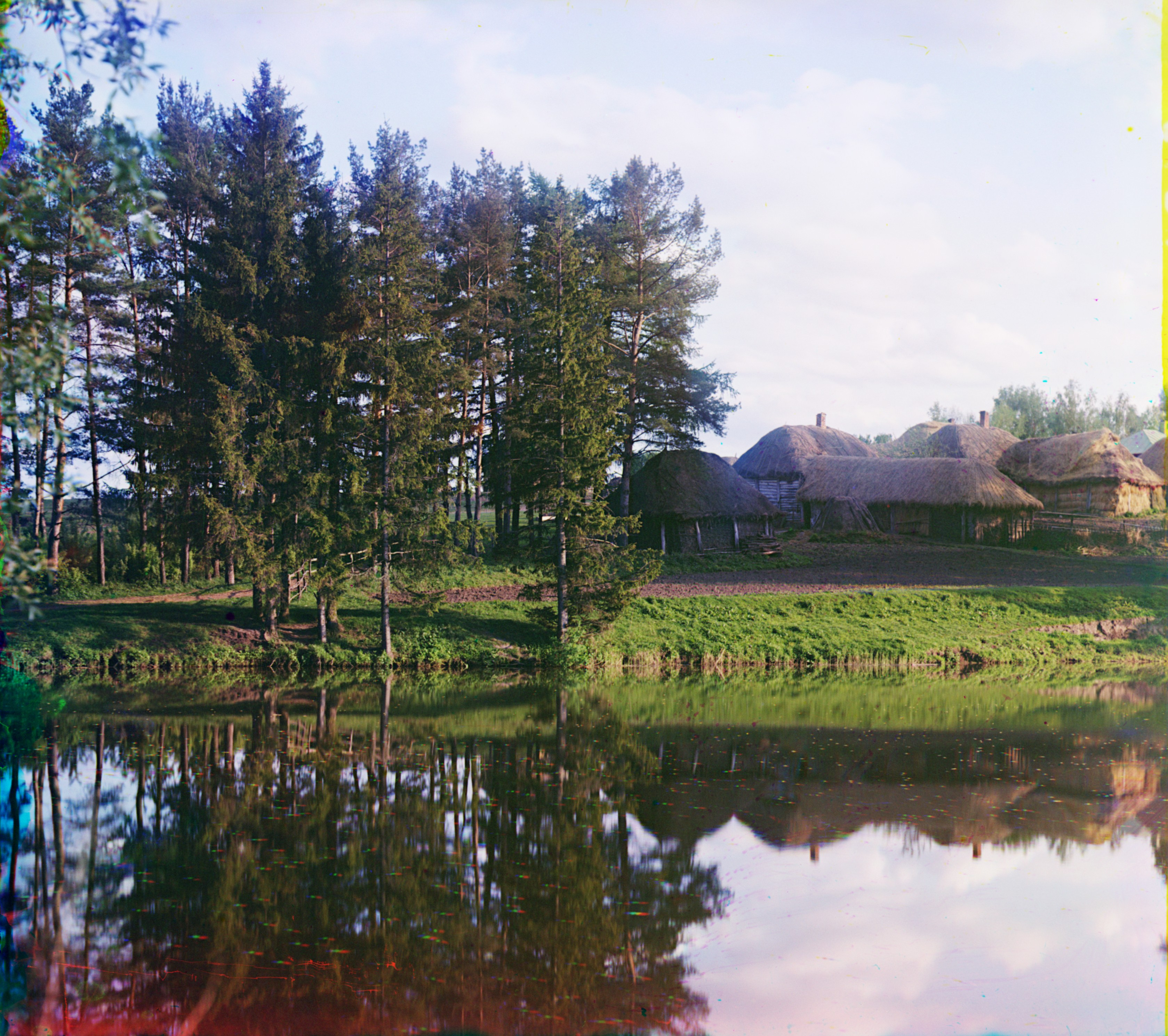
„In Rusia Mică”, fotografie de Serghei Prokudin-Gorski, imagine din perioada 1905 – 1915

Prima atestare scrisă a folosirii termenului „Rusia Mică” este atribuită lui Boleslav Iuri al II-lea al Galiției. Într-o scrisoare  din 1335 adresată lui Dietrich von Altenburg, Marele Maestru al Ordinului Teutonic, el se semna „dux totius Rusiæ Minoris”. Aceeași denumire a fost folosită de Patriarhul Callistus al Constantinopolelui, în 1361, când a creat două mitropolii: una a Rusiei Mari și alta a Rusiei Mici. Regele Cazimir al III-lea al Poloniei era numit „rege al Lehiei și Rusiei Mici”. Istoricul ucrainean Mihailo Grușevski susține că „Rusia Mică” a fost numele folosit pentru Cnezatul Galiției-Volînia, nume care a încetat să mai fie folosit după dezintegrarea statului.
Clericii ortodocși din cadrul Rzeczpospolita Obojga Narodów (Uniunea celor Două Națiuni) foloseau termenul „Rusia Mică” pentru desemnarea teritoriilor locuite de majoritatea ortodoxă din ținuturile răsăritene ale statului.  Termenul a fost extins la un moment dat la toate teritoriile rutene ale Uniunii statale polono-lituaniene. Scriitorul Ioan Vîșenski vorbea de ortodocșii din regiune numindu-i „creștini ai Rusiei Mici, frății ai Lvovului și Vilnei”, iar arhimandritul  Mănăstirii Pecerska din Kiev, Kopistenski, numea aceeași regiune „Rusia Mică, adică Kievul și Lituania”.
Termenul „Rusia Mică” a fost folosit, începând cu secolul al XVII-lea, de Țaratul Rusiei în legătură cu Hatmanatul Căzăcesc din Ucraina de pe malul stâng al Niprului, după căderea acesteia din urmă sub dominația rusă, ca urmare a semnării tratatului de la Pereiaslav (1654). Începând din aceste timpuri, titlul oficial al țarilor ruși a fost „Suveran al Întregii Rusii: Mare, Mică și Albă”. 
Termenul „Rusia Mică” a fost folosit și de hatmanii cazacilor ucraineni Bogdan Hmelnițki ș Ivan Sirko. Arhimandritul Mănăstirii Pecersk din Kiev, Inokentii Ghizel, considera că poporul rus este format din trei ramuri: rușii mari, rușii mici și rușii albi, aflate toate sub autoritatea îndreptățită a țarilor moscoviți. Cronicarii ucraineni au folosit, de asemenea, termenul „Rusia Mică” în scrierile lor, ca, de exemplu, Samiilo Veliciko, ieromonahul Leontii Bobolinski și arhimandritul Ioaniki Goliatovski.
„Rusia Mică” a fost o denumire aplicată Ucrainei occidentale, după ocuparea acesteia de către Rusia la sfârșitul secolului al XVIII-lea, odată cu împărțirile statului polono-lituanian între vecinii săi mai puternici (Imperiul Rus, Imperiul Habsburgic și Prusia). În secolele al XVIII-lea și al XIX-lea, în această regiune a fost înființată gubernia Malorusia, care a existat mai multe zeci de ani, până când a fost împărțită în mai multe regiuni mai mici, cu ocazia unor reforme administrative. 
Până spre sfârșitul secolului al XIX-lea, cea mai mare parte a teritoriului Ucrainei controlat de Imperiul Rus a fost numită „Rusia Mică”. De asemenea, populația ucraineană și limba vorbită de ea a fost numită „malorusă”, atât de către oamenii de știință, cât și de artiști sau funcționari ai statului. 
Marele poet ucrainean Taras Șevcenko a preferat să folosească termenul „Rusia Mică” în locul „Ucrainei” în jurnalul său (1857—1858). Istoricii ucrainofili Mihailo Maximovici, Nikolai Kostomarov sau Volodimir Antonovici au recunoscut că de-al lungul războaielor ruos-poloneze, termenul „Ukraina” a avut doar pentru ambele puteri înțelesul geografic de „ținut de frontieră”, în vreme ce „Rusia Mică” („Malorusia”) a fost numele dat acestei regiuni locuite de slavi.  Kostomarov  folosește în lucrarea sa „Două naționalități ruse” termenii „Rusia Sudică” și „Rusia Mică” cu același înțeles. Mihailo Drahomanov și-a intitulat lucrarea sa istorică fundamentală „Rusia Mică în literatura sa” (1867-1870).
În primul (și singurul) recensământ al populației din Imperiul Rus, din 1897, a fost folosit termenul „limba malorusă” pentru desemnarea limbii ucrainene. 

## De la „Rusia Mică” la „Ucraina”
Termenul Rusia Mică (ale cărui origini pot fi găsite în Evul Mediu) a fost folosit, la început, ca termen geografic pentru desemnarea unui teritoriu de frontieră. De pe la mijlocul secolului al XVII-lea, numele „Ukraina”, așa cum îl știm astăzi, a fost folosit sporadic pentru desemnarea Rusiei Mici. Începând cu secolul al XIX-lea, prin efortul susținut al unui număr de scriitori ucraineni, termenul „Ukraina” a fost folosit intens în procesul de redeșteptare a conștiinței naționale. Termenul „Ukraina” a început de-abia din secoloul al XX-lea să fie folosit preponderent în defavoarea mai vechiului „Rusia Mică”. 

## Contextul contemporan
Deși, la origini, termenul „Rusia Mică” a fost folosit pentru desemnarea unei realități geografice, lingvistice și etnice, folosirea lui este considerată că ține de domeniul trecutului, mai mult chiar, în contextul contemporan se poate considera că folosirea lui pentru desemnarea națiunii ucrainene, a limbii sau culturii sale este un anacronism jignitor. Folosirea termenilor „Rusia Mică” și a derivatelor acestora sunt percepute în Ucraina zilelor noastre ca un reflex imperialist, care face trimitere la visul naționaliștilor ruși, „Rusia, una și indivizibilă”. Indiferent dacă sunt sau nu conștienți de originile lor, cea mai mare parte a ucrainenilor consideră folosirea termenului „Rusia Mică” ca fiind defăimătoare, o atitudine de „frate mai mare” sau una imperialistă rusă/sovietică, de negare a ideii naționale ucrainene. 
„Rusia Mică” este un termen folosit, în continuare, în discursurile naționaliștilor ruși, în care Ucraina independentă este prezentată ca o regiune secesionistă a fostului Imperiu Rus. Discursurile naționaliste pan-ruse au adăugat noi pagini la tensiunile ucraineano-ruse.
La 18 iulie 2017, separatiștii proruși din estul Ucrainei au proclamat crearea unui nou stat: „Mica Rusie” (Malorusia), relatează agenția DPA. Președintele Ucrainei, Petro Poroșenko, a condamnat planul propus de Aleksandr Zaharcenko, liderul Republicii Populare Donețk, afirmând că este  dirijat de Rusia. Franța și Germania au catalogat planul drept "inacceptabil", avertizând că este subminat procesul de pace și protocolul de la Minsk din 5 septembrie 2014. 

## „Malorușii”
Unii autori ucraineni consideră termenul „maloruși” (ucraineană: малоросійство, malorosiistvo) drept un complex provincial datorat faptului că ucrainenii au trăit prea mult timp în cadrul Imperiului Rus. Mai mult chiar, ei consideră că atitudinea de acceptare a catalogării ucrainenilor drept maloruși este un pas înapoi pe drumul afirmării statalității, tradițiilor și aspirațiilor ucrainene și, de multe ori, un sprijin direct dat culturii și politicii imperialiste ruse. Mihailo Drahomanov, care a folosit termenii „Malorusia” și „maloruși” în lucrările sale istorice, folosea numele „maloruși” pentru a-i desemna pe ucrainenii rusificați, al căror caracter național a fost format sub „presiunea și influența străină” și al căror caracter național a adoptat în mod predominant „cele mai proaste calități ale altor naționalități și le-au pierdut pe cele mai bune ale lor înșiși”.  Politicianul și ideologul conservator ucrainean Vyacheslav Lypynsky a definit termenul  „malorus” drept „impasul statalității”  O situație asemnănătoare poate fi sesizată în cazul atitudinii naționaliștilor polonezi față de ucrainenii din Galiția, considerați „gente ruthenus, natione polonus”. În particular, atitudinea ucrainenilor care se considerau polonezi era numită de restul conaționalilor „hrunivstvo” – „porcire”. Un termen similar, „magyarony”, era aplicat  rutenilor maghiarizați din Transcarpatia, care doreau unirea acestei regiuni cu Ungaria. 
Un alt aspect criticat al etichetării ucrainenilor drept „maloruși” este imaginea stereotipă atribuită acestora din urmă de țărani analfabeți, cu puțină sau total lipsiți de stimă de sine.